# Lashon haRá
Lashon Hará (em hebraico לשון הרע) é um termo judaico para fofoca, calúnia ou até mesmo difamação para com alguma pessoa, seja um judeu ou não.
"Lashon" significa língua e "Hará" significa o mal, então, em uma tradução livre poderia significar "língua má".

## Especificação
Talmud diz que falar bem de alguém como uma forma de Lashon Hará.[carece de fontes?] Falar dos outros pode esconder resquícios de inveja, amargura ou até mesmo mau olhado. Devemos falar de assuntos edificantes, e não da vida dos outros.
Israel Meir Kogan, rabino da primeira metade do século XX, escreveu um livro intitulado "Shmirat Halashon" (versão em português: "Cuidados com a língua"), onde ele especifica em que casos podemos falar de alguém.[carece de fontes?]

## Punição
Maimônides, em seu comentário sobre Pirkei Avot (Ética dos Pais) condena o Lashon Hará como qualquer outro ato que venha a quebrar uma lei da halachá, a lei judaica.[carece de fontes?]
Segundo os Sábios do Talmud, falar Lashon Hará equivale cometer ao mesmo tempo os três piores crimes descritos pela Torá: matar, praticar idolatria e relações incestuosas.[carece de fontes?]